# John Fowler (játékvezető)
John Fowler (?, 1880. június 17. – Ryhope, 1950. július 11.) angol nemzetközi labdarúgó-játékvezető. Teljes neve John W.D. Fowler.

## Pályafutása

### Nemzeti játékvezetés
Labdarúgóként kezdte sportpályafutását, majd egyre több mérkőzés eredményes irányítása után sportvezetőinek javaslatára lett a kiemelt bajnokság játékvezetője.

### Nemzetközi játékvezetés
Az Angol labdarúgó-szövetség Játékvezető Bizottsága (JB) 1923-ban terjesztette fel nemzetközi játékvezetőnek, a Nemzetközi Labdarúgó-szövetség (FIFA) bíróinak keretébe. Több nemzetek közötti válogatott és klubmérkőzést vezetett. Az aktív nemzetközi játékvezetéstől 1925-ben  búcsúzott. Válogatott mérkőzéseinek száma: 4.

## Magyar vonatkozás
| Időpont         | Helyszín                   | Mérkőzés típusa         | Mérkőzés           | Eredmény | Nézők száma |
| --------------- | -------------------------- | ----------------------- | ------------------ | -------- | ----------- |
| 1925. május 18. | Förrlibuck Stadion, Zürich | 97. válogatott mérkőzés | Svájc–Magyarország | 4 : 2    | 18 000      |

## Külső hivatkozások
- John Fowler. World Referee. [2016. március 4-i dátummal az eredetiből archiválva]. (Hozzáférés: 2012. május 15.)
- John Fowler. eu-football.info. (Hozzáférés: 2012. május 15.)